# Kiss Tibor (építész, 1931–2015)
Kiss Tibor (Pécs, 1931 – ?, 2015) építész, festőművész.

## Életpálya

### Építészeti munkássága
Budapesten a Műszaki Egyetem Építészmérnöki Karát végezte el. A diploma megvédése után 1955-ben a Pécsi Tervező Vállalatnál kezdett el tervező építészként dolgozni.
Első munkái 1955-56-ban műemlékek felújításai. Pécs belvárosában sok polgári lakóház műemléki renoválását, üzletek kialakítását tervezte. E korszak legjelentősebb munkája a Pécsi Dzsámi kupolájának átalakítása, ami tervei szerint készült el. 1957-58-ban több iskola tervét készítette el, jelentős közülük az Almamelléki iskola, melynek tervezésénél az országban először ő alkalmazta a másodlagos vagy bilaterális megvilágítást a tantermekben. Újdonság volt a négy padsoros tanterem szintén.
A 60-as évek elején sok kereskedelmi vendéglátóipari létesítményt tervezett Baranya megyében és azon kívül is, így épült üzlet Siófokon, autós vendéglő Székesfehérváron is az ő tervei alapján.
1959-ben az ő tervei által készült el a Kis-Tubes nyugati csúcsán található Kis-tubesi kilátó.
A pécsi Széchenyi téri Mecsek cukrászda modern formáját is ő tervezte meg. Az építészi munkásságban az iroda és egészségügyi létesítmények következtek. Több irodaháza épült Siófokon, Szigetváron, Keszthelyen, Pécsett a nagy KÖJÁL-székház.
1967-77-ig irodavezetőként részt vett a tervezőiroda nagy kórháztervező munkacsoportjában. Ez idő alatt Siófokra tervezett kórházat, majd Németországba Weisswasserba 1500 ágyas járási kórházat, Cottbusba, Schwerinbe, Potsdamba és Berlinbe új kórházépületeket és rekonstrukciókat is.
1975-77 között a szombathelyi Markusovszky Kórházban a 10 műtőtérből álló aszeptikus műtőblokkot tervezte meg. A műtőblokk az akkori idők új építési technológiájával, a födémemeléses technológiával készült.
Az új szárny kialakításakor jól működő kapcsolatot teremtett az évtizedekkel korábbi épülettel és a bővítményben a gyógyító és műtői igényeket ma is maradéktalanul kielégítő tereket hozott létre. Ugyanakkor a régi és új épület kapcsolata esztétikai szempontból is példaértékű.
Németországban, Potsdamban készített 8 ezer fős lakótelepet 5-11 szintes épületekkel.
1977-ben a Pollack Mihály Műszaki Főiskola tanára lett, ahol építészeti ismereteket, tervezést és rajzot tanított.
2012-ben építészeti munkásságának, szakmai tevékenységének elismeréseként Pécs Város Műszaki díjában részesült.

### Művészeti tevékenysége
Diákkora óta foglalkozott rajzolással, festéssel – Martyn Ferenc rajziskolájában tanult. Egyetemi évei alatt is rendszeresen rajzolt, festett Pleidell János és Boros Géza festőművészek irányításával, ugyanakkor Ohmann Bélánál szobrászati stúdiumokon vett részt.
A 60-as évek elején sok kereskedelmi vendéglátóipari létesítményt tervezett. Ezidő alatt is folyamatosan festett, rajzolt. Tagja lett a dél-dunántúli képzőművészek csoportjának.
1957-ben Lantos Ferenccel és Tillai Ernővel közösen állított ki először Pécsett, majd számos egyéni kiállításon szerepeltek alkotásai a következő években Kaposváron, Székesfehérváron, Győrött, Budapesten, Sopronban, Szombathelyen, Szentendrén, Mohácson és több alkalommal Pécsett.
Pogány Frigyes, aki Kiss Tibor művészetét elemző írásában kiemelte "valóban pompás, a lényeg kifejezesétől elszakíthatatlan színvilágát", és méltatta "rendkívül konstruktív, de mindig a valóságból kiszűrt grafikáit", a festészetét értékelve többek között a következőket írta: "Kiss Tibor legszebb kompozíciói közül igen sok – festői átértékelésben – Pécs atmoszféráját sugározza, sőt e művekben a város sajátos élettartalma, benső lényege, lelke szólal meg. A kompozíciók szervező rendje mély átélésből vetült a vászonra s ez az átélés egy építész lényeglátásáról tanúskodik. Festészet a javából, melynek tartalma a művészet örök mondanivalója, az ember, az élet. De úgy, olyan sajátos meghatározó erővel, ahogyan azt Pécs életvalóságából egy építész és festő egységbe fonódó, de műfajilag össze nem mosódó alkotó tevékenységéből megragadhatta és megjelenítette."

## Jelentősebb kiállításai
- 1958. Pécsi Janus Pannonius Múzeum
- 1975. Budapest Magyar Építőművészek székháza
- 1990. Szombathely, Orvos
- 1993. Pécs, Képcsarnok
- 1996. Budapest, Magyar Építőművészek Szövetsége
- 2006. Pécsi Horvát Színház[5]